# جباثا

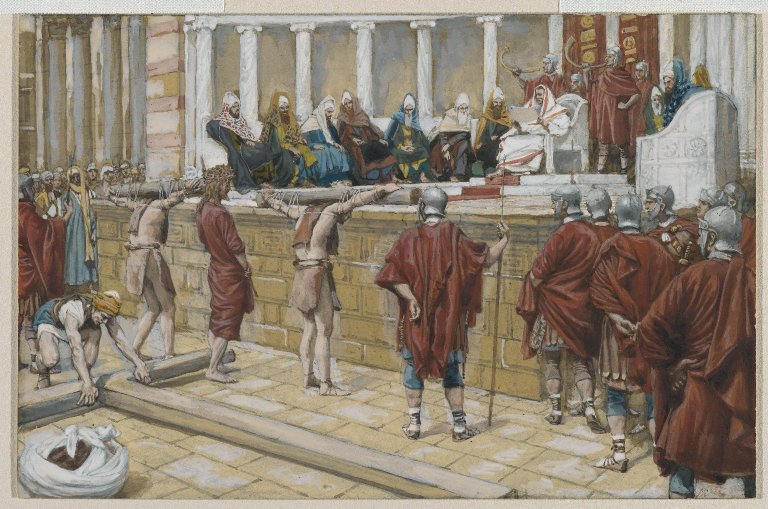
لوحة لمحاكمة يسوع في جباثا، بقلم جيمس تيسو سنة 1890

جباثا (بالآرامية:גבתא) هو الاسم الآرامي لمكان في القدس. ذُكر المكان في الإنجيل للمكان الذي شهد محاكمة يسوع قبل صلبه في الفترة التي تقع بين (30-33 ميلادية). يُعتقد تقليديًا أن مكان دير راهبات صهيون هو موقع جباثا، لكن البحث الأثري أثبت أن ذلك غير مؤكد، وأن قصر هيرودس هو الموقع الأكثر ترجيحًا لوجوده.

## التسمية
تسمية جباثا هي تسمية آرامية وتعني "التل المرتفع" أو "المكان المكشوف"، وعند ترجمة التسمية للغة اليونانية (Lithostrōtos) (اللفظ:ليثو ستروتن) أصبح المعنى يعود للمكان المرصوف بالحجر أو المكان المستوي. وقد وردت جباثا في الإنجيل مرة واحدة فقط في إنجيل يوحنا (19: 13). ويذكر الإنجيل عن بيلاطس البنطي:
اسم "جباثا" هي كلمة آرامية، وهي اللغة المستخدمة بشكل شائع في ذلك الوقت في يهودا. وهي ليست مجرد ترجمة لـكلمة "Lithostrotos"، والتي تعني بشكل حرفي الرصيف المغطى بالفسيفساء أو البلاط الحجري حيث كان يوجد كرسي الدينونة، ولكنها امتدت إلى المكان نفسه أمام قاعة بيلاطس القضائية، حيث تم وضع هذا الرصيف. وقد تم إثبات ذلك من خلال روايات القديس يوحنا، الذي أعطى في مكان آخر أسماء آرامية تنتمي بشكل واضح إلى أماكن، وليس مجرد ترجمات لليونانية. وقد ثبت ذلك أيضًا لأن جباثا مشتقة من جذر يعني "الخلف" أو "الارتفاع" - والذي لا يشير إلى نوع الرصيف، بل إلى ارتفاع المكان المعني. وعلى هذا الأساس يبدو أن الاسمين "ليثو ستروتن" و"جباثا" كانا بسبب اختلاف خصائص المكان الذي حكم فيه بيلاطس على يسوع بالموت. وقد اشتق الاسم الآرامي من تكوين تلك البقعة، والاسم اليوناني مشتق من طبيعة رصفها.

## تحديد المكان
لقد بذل المعلقون جهودًا لتعريف جباثا إما بالفناء الخارجي للمعبد، المعروف أنه مرصوف، أو بمكان اجتماع السنهدرين العظيم، الذي كان نصفه بالداخل ونصفه الآخر خارج الفناء الخارجي للمعبد، أو مرة أخرى مع التلال في الجزء الخلفي من بيت الرب؛ لكن هذه الجهود لا يمكن اعتبارها ناجحة.
وفقًا إلى بيير بينويت، نفذ بيلاطس أحكامه في قصر هيرودس في الجانب الجنوبي الغربي من المدينة، وليس في هذه النقطة من الزاوية الشمالية الشرقية للمدينة. وقد أكدت الدراسات الأثرية أن الرصيف الروماني في هاتين المحطتين التقليديتين بناه هادريان في القرن الثاني الميلادي كأرضية المنتدى الروماني الشرقي لمدينة إيليا كابيتولينا. وقبل التغييرات التي قام بها هادريان، كانت المنطقة عبارة عن بركة كبيرة من المياه في الهواء الطلق، وهي بركة ستروثيون التي ذكرها المؤرخ يوسيفوس فلافيوس. لا تزال البركة موجودة تحت القنطرة الذي أضافه هادريان وقام ببناء المنتدى فوقه، ويمكن الوصول إليه الآن من جزء الرصف الروماني الموجود أسفل دير راهبات صهيون، ومن نفق الحائط الغربي.
كان يُعتقد أن البوابة ذات الأقواس الثلاثية التي بناها هادريان كمدخل للمنتدى الشرقي لمدينة إيليا كابيتولينا كانت كشكل جمالي تقليدي، ولكن كما يظهر البحث الأثري أن ذلك خطأ، حيثُ إنها كانت جزءًا من بوابة قلعة هيرودس أنطونيا. ويُزعم أن هذا هو موقع محاكمة يسوع وخطاب بيلاطس المشهور "هوذا الإنسان".